# 小さな恋のうた
「小さな恋のうた」（ちいさなこいのうた）は、MONGOL800の楽曲。

## 概要
- シングル化されたことはないが、MONGOL800の代表曲であり、さらに様々なアーティストにカバーされている。
- オリコンカラオケチャートで14週連続2位を記録したが、島谷ひとみの「亜麻色の髪の乙女」が当時最長となる18週連続1位を記録したため1位には届かなかった。ちなみに発売から10年後の2011年第一興商カラオケランキングで年間10位 (2年連続) を記録した。
- 2007年フジテレビ系ドラマ『プロポーズ大作戦』の第2話・8話・10話の劇中に挿入歌として使用された。
- 2013年、スズキ・ワゴンRの20周年記念CMの楽曲としてオリジナルアレンジされた上で使用された。歌手は「合唱」ということ以外は不明。
- 2021年12月1日、Billboard JAPANチャートにおけるストリーミングの累計再生回数が、1億回を突破した。なお本曲は、2000年代リリースの楽曲としては、Mr.Childrenの「HANABI」に続き、史上2曲目の1億回再生突破となる[1]。
- 「小さな恋のうた」キヨサク（MONGOL800）×平田研也（脚本）×山城竹識（企画プロデューサー）インタビュー - 映画ナタリー 特集・インタビュー 沖縄出身のバンド・MONGOL800の同名楽曲をモチーフとした「小さな恋のうた」が、5月24日に公開される[2]。
- オリックスバファローズの宮城大弥投手の登場曲である。

## カバー
- 沢知恵 - 2002年バファリンCF曲
- 大山百合香
- Hearts Grow
- 夏川りみ
- 新垣結衣 - 2009年ソニーウォークマン「Play You.」CF曲
- アンドリューW.K.
- リトルタートルズ
- SISTER KAYA
- 阿部恭子
- ORANGE RANGE
- 倖田來未
- Naomile
- 大友康平
- 鈴木雅之  –  シングル「Endless love, Eternal love」（2012年7月11日発売）のカップリングに収録[3]
- BENI
- ダイアナ・ガーネット
- JUJU
- FLiP
- やなわらばー
- ハンバート ハンバート
- 天月-あまつき-
- AIEMU
- 宮野真守
- 高木さん（高橋李依） - テレビアニメ『からかい上手の高木さん』第9話・第10話エンディングテーマ。2018年3月28日発売のアルバム『からかい上手の高木さん Cover Song Collection』に収録
- 山田結衣（高橋未奈美) & 加瀬友香（佐倉綾音） - 2018年6月6日発売のアルバム『「あさがおと加瀬さん。」カバーソング&オーディオドラマアルバム』に収録
- 小さな恋のうたバンド（佐野勇斗、森永悠希、山田杏奈、眞栄田郷敦、鈴木仁） - 映画『小さな恋のうた』劇中歌。2019年5月22日発売のシングル『小さな恋のうた』に収録[4]
- NEWS - 2019年の『音楽の日』にてカバー
- 獅子神レオナ & 童田明治 - 2019年10月26日発売のカバーアルバム『IMAGINATION vol.2』に収録[5]
- 莉犬 - 2018年4月14日発売のアルバム『「R」ealize』に収録
- 椎名真昼（石見舞菜香） - テレビアニメ『お隣の天使様にいつの間にか駄目人間にされていた件』エンディングテーマ。2023年10月25日に配信限定シングルとして発売した後、2023年4月19日発売のアルバム『TVアニメ『お隣の天使様にいつの間にか駄目人間にされていた件』Cover Songs』に収録[6]
- WANIMA - 2023年10月25日発売のトリビュートアルバム『800TRIBUTE -champloo is the BEST!!2-』に収録
- アーリャ（上坂すみれ） - テレビアニメ『時々ボソッとロシア語でデレる隣のアーリャさん』第5話エンディングテーマ[7]
- 浦上想起 - 2024年より味の素「クノールカップスープ」CF曲[8]